# Endast för vita
Endast för vita från 1969 är den svenske författaren Reidar Jönssons debutroman.